# 奧地利的瑪麗亞·伊莉莎白 (1680-1741)
奧地利的瑪麗亞·伊莉莎白（德語：Maria Elisabeth von Österreich，1680年12月13日—1741年8月26日），奧屬尼德蘭總督，神聖羅馬皇帝利奧波德一世的第四女（第二、三女夭折，形同次女）。
1725年，瑪麗亞·伊莉莎白被弟弟查理六世指派為歐根親王在奧屬尼德蘭的繼任者。1741年瑪麗亞·伊莉莎白於莫尔朗韦去世，享年60歲。